# IR-Klasse YP
Bei der Baureihe YP der Indian Railways handelt es sich um Schlepptenderlokomotiven mit der Achsfolge 2'C1' (Pacific) für die Meterspur. Sie gehört zu den von IR entwickelten Standardbaureihen, eine Weiterentwicklung der Lokomotiven nach dem Indian Railway Standard (IRS).

## Geschichte
Zwischen 1949 und 1970 wurden insgesamt 871 Stück gebaut. Sie zählten zu den am intensivsten eingesetzten Dampflokomotiven des Landes und waren eine der letzten für den Personenverkehr gebaute Dampflokbaureihen der Welt. Konstruiert wurden sie von Baldwin Locomotive Works, die 1949 auch die ersten 20 Maschinen lieferten. Weitere 100 entstanden 1952 bei der North British Locomotive Company im schottischen Glasgow und 200 Exemplare wurden zwischen 1952 und 1954 bei Krauss-Maffei in München gebaut. Die restlichen 551 wurden zwischen 1954 und 1970 bei Tata Engineering and Locomotive Co. in Indien gefertigt.
Bis in die 1990er Jahre hinein waren die Maschinen dieser Baureihe auf dem meterspurigen Netz Indiens im Einsatz, in größeren Zahlen vor allem in den Bundesstaaten Rajasthan, Assam und Tamil Nadu.
Mehrere Exemplare sind erhalten geblieben und stehen heute in verschiedenen indischen Eisenbahnmuseen. Die beiden Maschinen mit den Nummern 2257 und 2684 wurden 1990 an die US-amerikanische Railroad Development Corporation verkauft und befinden sich seitdem in Togo.

## Liste
| Baujahr   | Anzahl | Hersteller                          | Fabriknummern                               | IR-Nummern                                  |
| --------- | ------ | ----------------------------------- | ------------------------------------------- | ------------------------------------------- |
| 1949      | 20     | Baldwin Locomotive Works            | 74454–74473                                 | 2000–2870 nicht in der Reihenfolge des Baus |
| 1952      | 100    | North British Locomotive Company    | 27120–27219                                 | 2000–2870 nicht in der Reihenfolge des Baus |
| 1952–1954 | 200    | Krauss-Maffei                       | 17732–17781, 17991–18140                    | 2000–2870 nicht in der Reihenfolge des Baus |
| 1954–1970 | 551    | Tata Engineering and Locomotive Co. | 51–150, 201–290, 761–830, 845–935, 956–1155 | 2000–2870 nicht in der Reihenfolge des Baus |

## Technik
Die YP waren eine nahezu exakte Kopie, wenn auch in kleinerer Ausführung, der für die indische Breitspur konstruierten Baureihe WP. Es fehlte jedoch das Charakteristikum der WP, eine wie eine Halbkugel vorgewölbte Rauchkammertür. Außerdem verfügten die YP über die neuesten technischen Errungenschaften auf dem Gebiet der Dampftraktion, etwa aus Stahl gefertigte Feuerroste, modernste, sich schnell erhitzende Siederohre, Verbrennungskammern und großflächige Überhitzer.
Da die Lokomotiven für den Einsatz auf Strecken mit relativ geringer Tragfähigkeit gedacht waren, mussten sie möglichst leicht sein. Um Gewicht zu sparen, wurden die Seitenverkleidungen und das Führerhaus aus Aluminium gefertigt.

## Einsatzgebiete
Diese Baureihe war in fast allen Teilen Indiens im Einsatz. Ende 1976 war die Aufteilung auf die verschiedenen Regionalgesellschaften wie folgt:
| Regionalgesellschaft      | Anzahl |
| ------------------------- | ------ |
| Central Railway           | 9      |
| Northern Railway          | 101    |
| North Eastern Railway     | 235    |
| Northern Frontier Railway | 98     |
| Western Railway           | 155    |
| South Central Railway     | 72     |
| Southern Railway          | 199    |

Die fehlenden zwei Exemplare waren zu dieser Zeit bereits ausgemustert.

## Modell

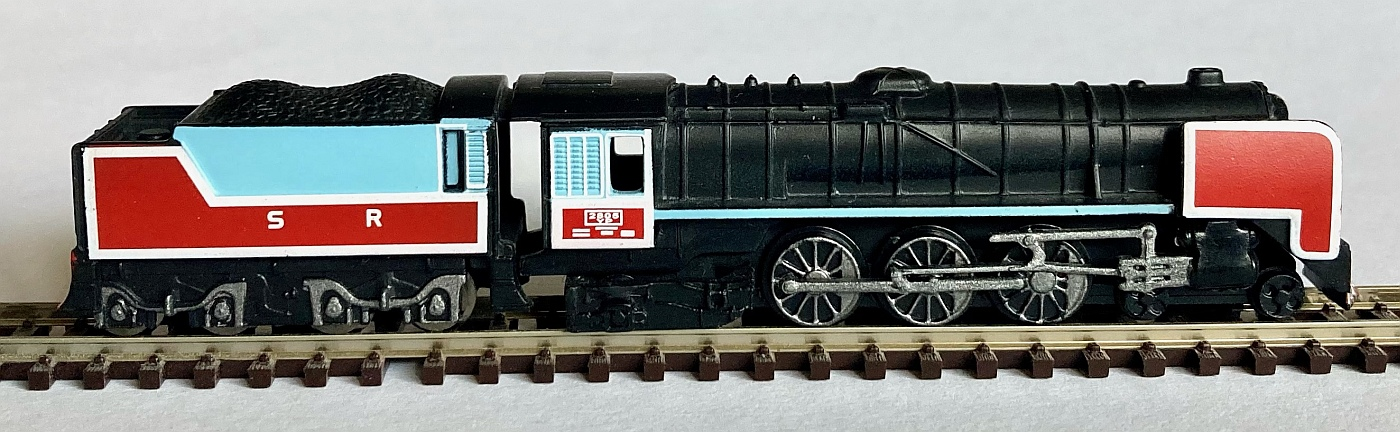
Modell einer YP in Nenngröße N.

Die YP ist eine der wenigen indischen Dampflokomotiven, die es als Modell für die Nenngröße N gibt.